# Glorious (пісня Cascada)
«Glorious» — пісня німецького гурту «Cascada», з якою він представляв Німеччину на пісенному конкурсі Євробачення 2013. Пісня була виконана 18 травня у фіналі, де, з результатом у 18 балів, посіла двадцять перше місце.